# Hasse och hans vänner
Hasse och hans vänner var ett TV-program som sändes i SVT under perioden 12 februari 1986–22 december 1989, med countrysångaren Hasse Andersson som programledare.

## Inspelningsplats
Första omgången spelades in i Norrvikens Trädgårdar i Båstad 1986. 1987 återkom programserien och då hade man flyttat in i "Hasses lada". Ytterligare två omgångar gjordes 1988 och 1989. Den verklighetstrogna ladumiljön var egentligen en TV-studio i Malmö. På grund av att så många turister och fans frågade efter "Hasses Lada", då de trodde att den fanns i verkligheten startade Hasse i mindre skala i Boarp nära Båstad, en riktig Hasses Lada inrymd i ett potatislager. Denna "lada" utvidgades efter hand till en jätteanläggning inredd i countrystil. I juletider hölls julshower i "ladan".
Flera internationellt framgångsrika artister har genom åren passerat revy där i olika sammanhang. Stella Parton (Dolly Partons syster), Dicky Lee, P.J.Proby, Hermans Hermits med flera.

## Medverkande
Bland gästerna i den första säsongen fanns Gösta Linderholm, Queen Ida, Augie Meyers, den danske sångaren Bamse (Flemming Jørgensen) och Peps Persson och Kvinnaböske Band.
I TV-serien medverkade många countrysångare varvat med folkkära artister som bland andra Thore Skogman, Ewa Roos, Östen Warnerbring, Sven-Erik Magnusson, Stefan & Krister (TV-debut), Lill-Babs, Kikki Danielsson, Lars Berghagen med flera. Jarl Borssén var historieberättande bonddräng i alla avsnitt. Ofta återkommande gäster var även Eva Rydberg och Mikael Neumann som svarade för många tokiga upptåg i ladan.

### Fotnoter
1. ↑  Hasse och hans vänner, eftertexter.[källa från Wikidata]
2. 1 2  Svensk mediedatabas.[källa från Wikidata]
3. ↑  ”SVT, TV1 1986-02-12”. Sveriges Television. 2 februari 1986. https://smdb.kb.se/catalog/id/001704526. Läst 23 november 2019.
4. ↑  ”SVT, TV2 1989-12-22”. Sveriges Television. 22 februari 1989. https://smdb.kb.se/catalog/id/001726945. Läst 23 november 2019.